# Oysonville
Oysonville ist eine französische Gemeinde mit 526 Einwohnern (Stand: 1. Januar 2022) im Département Eure-et-Loir in der Region Centre-Val de Loire (bis 2015 Centre). Die Gemeinde gehört zum Arrondissement Chartres und zum 2017 gegründeten Gemeindeverband Cœur de Beauce. Die Einwohner werden Oysonvillois genannt.

## Geografie
Oysonville liegt im Norden der Landschaft Beauce, 35 Kilometer ostsüdöstlich von Chartres und etwa 60 Kilometer südöstlich von Paris. Umgeben wird Oysonville von den Nachbargemeinden Saint-Escobille im Norden, Mérobert im Nordosten, Congerville-Thionville im Osten, Gommerville im Süden, Vierville im Westen sowie Sainville im Nordwesten.

## Bevölkerungsentwicklung
| Jahr                      | 1962 | 1968 | 1975 | 1982 | 1990 | 1999 | 2006 | 2013 |
| Einwohner                 | 362  | 318  | 325  | 441  | 485  | 471  | 496  | 510  |
| Quelle: Cassini und INSEE |      |      |      |      |      |      |      |      |

## Sehenswürdigkeiten

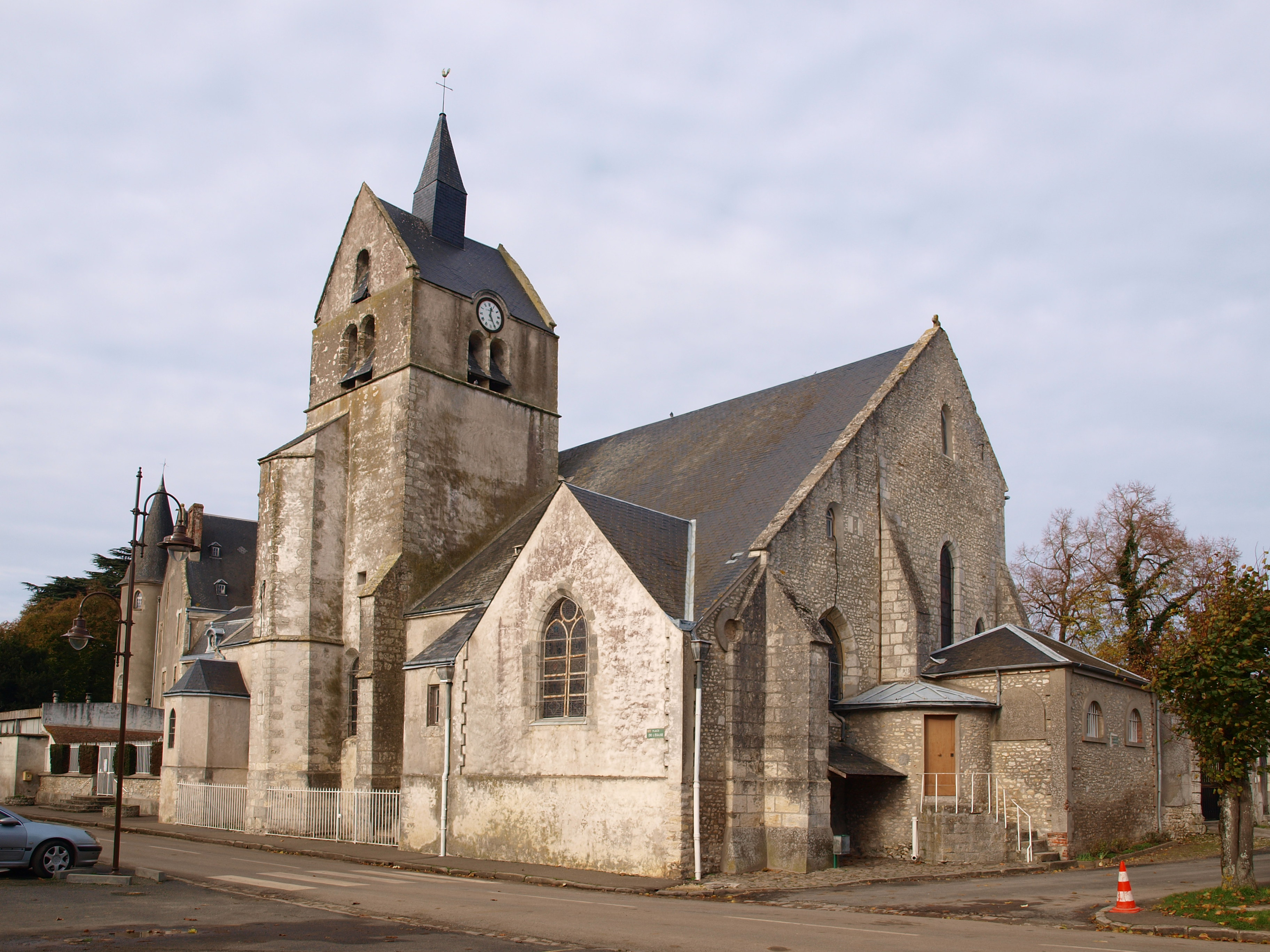
Kirche Saint-Pierre-et-Saint-Paul

- Kirche Saint-Pierre-et-Saint-Paul